# Dwars door Vlaanderen 2003
La Dwars door Vlaanderen 2003, cinquantottesima edizione della corsa, si svolse il 26 marzo su un percorso di 200 km, con partenza a Kortrijk ed arrivo a Waregem. Fu vinta dall'australiano Robbie McEwen della squadra Lotto-Domo davanti al connazionale Baden Cooke e all'olandese Max van Heeswijk.

## Ordine d'arrivo (Top 10)
| Pos. | Corridore           | Squadra                | Tempo    |
| ---- | ------------------- | ---------------------- | -------- |
| 1    | Robbie McEwen       | Lotto-Domo             | 4h59'00" |
| 2    | Baden Cooke         | Fdjeux.com             | s.t.     |
| 3    | Max van Heeswijk    | US Postal Service      | s.t.     |
| 4    | Jo Planckaert       | Cofidis                | s.t.     |
| 5    | Geert Verheyen      | Marlux-Wincor Nixdorf  | s.t.     |
| 6    | Jaan Kirsipuu       | AG2R Prévoyance        | s.t.     |
| 7    | Damien Nazon        | Brioches La Boulangère | s.t.     |
| 8    | Alberto Vinale      | Alessio                | s.t.     |
| 9    | Frank Vandenbroucke | Quick Step             | s.t.     |
| 10   | Emmanuel Magnien    | Brioches La Boulangère | s.t.     |